# Эйленберг, Самуэль
Самуэ́ль Э́йленберг (англ. Samuel Eilenberg; 30 сентября 1913, Варшава — 30 января 1998, Нью-Йорк) — польский и американский математик.
Ученик польского математика Кароля Борсука, под руководством которого написал диссертацию для получения докторской степени в Варшавском университете. В 1936 году получил докторскую степень. В 1939 году из-за угрозы оккупации Польши нацистами и по настоянию отца эмигрировал в США. С 1940 по 1946 год работал преподавателем в Мичиганском университете, затем в Университете Индианы в 1946 и 1947 годах. С 1947 по 1982 год преподавал в Колумбийском университете. В 1948 году получил гражданство США.
Основные работы относятся к алгебраической топологии (наиболее известна система аксиом теории гомологий Эйленберга — Стинрода) и гомологической алгебры.
Эйленберг был создателем (вместе с С. Маклейном) теории категорий. Также они ввели пространства Эйленберга — Маклейна K(G,n), имеющие единственную нетривиальную группу гомотопий G в размерности n. Имеют значение его работы в области теории автоматов.
Член НАН США (1959) и Американской академии искусств и наук (1974).
Лауреат премии Вольфа (1986) и премии Стила (1987). Дважды получил стипендию Гуггенхайма (в 1950 году и 1974 году).
Был членом знаменитой группы «Николя Бурбаки», причём одним из немногих её участников — не французов.
Подписал «Предупреждение учёных человечеству» (1992).

## Книги на русском языке
- Стинрод Н., Эйленберг С. Основания алгебраической топологии.-М.: ИЛ, 1956
- Картан А., Эйленберг С. Гомологическая алгебра.-М.:ИЛ, 1960